# Kurt Wüthrich
Kurt Wüthrich (født 4. oktober 1938 i Aarberg, Kanton Bern) er en schweizisk kemiker og biofysiker. Han modtog en delt nobelpris i kemi i 2002 for udviklingen af NMR-spektroskopiske metoder til at studere makromolekyler. De øvrige modtagere var Koichi Tanaka og John Bennett Fenn for udvikling af massespektrometriske analyser af biologiske makromolekyle.